# サウンズ・ウィズ・コーク
『サウンズ・ウィズ・コーク（Sounds with Coke）』は、コカ・コーラボトラーズ一社提供による音楽番組である。

## 概要
同番組は日本コカ・コーラ協賛、ジャパン・ラジオ・ネットワーク（JRN）の地方基幹局（HBC、TBC、TBS、CBC、ABC、RCC、KBC=NRN単独加盟）が主催して行った「フレッシュサウンズコンテスト（フレコン）」の協賛番組として1977年の同コンクール初回から1991年3月まで週末に放送された（TBSラジオでの放送時間の変遷は後述）。
なお、1978年から1983年までエフエム大阪で日曜夕方に放送された『サウンズ・ウィズ・コーク COME ON IN MUSIC』（パーソナリティは杉田二郎・ジーン長尾）と冠名とスポンサーは一緒だが内容に関連性はほとんどない。
TBSラジオではフレコン開始前の1975年4月7日より放送を開始。番組開始当初は、『全国ポップス・ホット・テン』（後の『TBSラジオ 今週のポップス ベスト10』）で八木誠とともにDJを務めていた牧村真吾がパーソナリティを担当（八木も後に本番組を担当する）。
1976年10月からは放送時間を日曜昼に移し、パーソナリティは俳優の若山弦蔵に交代（アシスタントは佐々木紀子）。1977年4月から音楽評論家の波田真がパーソナリティとなり、同時に1時間番組となる。
1979年4月より放送枠が番組終了まで続くことになる土曜夜に移動、パーソナリティも前述の八木誠に交代する（アシスタントは水越けいこ→宮本典子）。TBSでの放送時間が1時間だった1982年3月までは後述する全国ネットのパートはなく、パーソナリティ・番組内容が放送各局により異なる企画ネット番組だった。TBSラジオでのパーソナリティ・放送時間の詳細については「TBSラジオでのパーソナリティと放送時間」を参照のこと。
1982年4月以降は原則として、TBSラジオ制作・JRN共通ネットのパートと、各ネット局が個別に異なる内容を放送する企画ネットパートの2本立ての構成となった。ただし、自社制作のパートを持たず、TBSラジオ制作の共通ネット部分のみを30分番組としてネット受けする局も多数あった。
番組のコンセプトとしては、「フレコン」の各地方・ブロックコンクール、全国コンクールに出場したアマチュアバンド・歌手の演奏・歌唱の披露が中心で、主に地方・ブロックコンクールの模様は企画ネットパートで、全国コンクールは全国ネットパートで放送されたほか、全国ネットパートでは著名な音楽家がパーソナリティーを務めて、特定の楽曲やアーチストの特集などを行っていた。フレコンの終了とともに1991年3月をもってこの番組も終了した。
このような日本コカ・コーラ1社協賛によるネット番組は、この番組終了後、『STUDIO C2 SQUARE』（1991年度 - 1993年度）でも踏襲されたが、この時は企画ネットパートのみで全国共通ネットのコーナーはなかった。その後1994年度の『清水圭のガッコーの人気者』では全国共通ネットのみとなり、1995年度から1998年度までは全国ラジオネットワーク（NRN）にスポンサー枠ごと移動し、『Coke Teens Club』として再び企画ネット番組に移行し、1998年度で終了している。

## TBSラジオでのパーソナリティと放送時間
- 1975年4月 - 1976年9月：牧村真吾 毎週月曜21:00 - 21:30 ※1975年10月より毎週土曜21:00 - 21:30[6]、1976年4月より毎週日曜22:00～22:30[7]
- 1976年10月 - 1977年3月：若山弦蔵・佐々木紀子 毎週日曜12:10 - 12:40
- 1977年4月 - 1979年3月：波田真・佐々木紀子 毎週日曜12:10 - 13:10
- 1979年4月 - 1981年3月：八木誠・水越けいこ（→宮本典子） 毎週土曜23:30 - 24:30
- 1981年4月 - 1982年3月：金田賢一・河合奈保子 毎週土曜23:30 - 24:30 ※1981年10月より『NISSANミッドナイトステーション』放送時間繰り上がりに伴い毎週土曜23:00 - 24:00に放送時間変更
- 1982年4月 - 1983年3月：山下達郎[8][5]・石橋和子 毎週土曜23:00 - 23:30　※この年よりTBSでの放送時間が30分に短縮、TBSラジオ制作パートのネット局が増えはじめる
- 1983年4月 - 1984年3月：山本コウタロー[注釈 2]・エイミー 毎週土曜23:00 - 23:30
- 1984年4月 - 1986年3月：山本コウタロー 毎週土曜23:00 - 23:30 ※1984年10月より『古舘伊知郎の赤坂野郎90分』放送開始に伴い毎週土曜23:30 - 24:00に放送時間変更
- 1986年4月 - 1987年3月：山本コウタロー・小林明子 毎週土曜23:00 - 23:30
- 1987年4月 - 1989年3月：富田靖子（副題「富田靖子のおちゃめクラブ」[9][10]） 毎週土曜22:00 - 22:30 ※1988年4月より『赤坂ライブ』放送開始に伴い毎週土曜22:30 - 23:00に放送時間変更
- 1989年4月 - 1991年3月：TM NETWORK（1983年フレコン全国コンクールグランプリ受賞者 副題「TM NETWORKのCome on FANKS!」→「TMNのROCK'N UP」） 毎週土曜22:30 - 23:00

## ネット局
- 北海道放送 - 田中徳志郎・神田稔子→桜井宏・菊池玲子
- 東北放送 - 橋本俊一
- 新潟放送（TBSパートのみ）
- 山梨放送 - 浅川初美
- CBCラジオ - 小堀勝啓・白木章子
- 朝日放送 - 菅原裕和[11]→ジーン長尾→BORO・紳竜[12]→大澤誉志幸[13]
- 山陽放送 - 志賀隆之
- 山陰放送 - 荒井由岐子
- 山口放送 - 女屋博史
- 九州朝日放送 - 松井伸一
- 熊本放送 - 斉藤誠一
- 琉球放送 - 小山康昭